# داماسكون
داماسكون هو اسم عام يطلق على مجموعة من المركبات الكيميائية العضوية ذات الصيغة الكيميائية C13H20O وتعد من مكونات الزيوت العطرية الموجود في الورود والمسؤولة عن رائحتها، على الرغم من وجودها بتراكيز منخفضة، لذا تستخدم في صناعة العطور.
مثلما هو الحال مع مركبات الداماسينون تستحصل هذه المركبات بشكل مناظر للاصطناع الحيوي من أشباه الكاروتين (الكاروتينويدات).